# James Naka
James Naka (nascido em 19 de outubro de 1984, em Honiara) é um jogador de futebol e futebol de areia das Ilhas Salomão. Naka atuou em 4 edições do Mundial de Futebol de Praia e nas eliminatórias para a Copa do Mundo de 2010.

## Ligações Externas
- http://fr.fifa.com/worldfootball/statisticsandrecords/players/player=262329/index.html Ficha do jogador no sítio da FIFA